# Râul Târnava Mare între Odorheiu Secuiesc și Vânători
Râul Târnava Mare între Odorheiu Secuiesc și Vânători  este o arie protejată (arie specială de conservare — SAC, sit de importanță comunitară — SCI) din România, desemnată în scopul protejării biodiversității și menținerii într-o stare de conservare favorabilă a florei spontane și faunei sălbatice, precum și a habitatelor naturale de interes comunitar aflate în arealul zonei de protecție. Aceasta se întinde pe o suprafață de 448,2 ha, integral pe uscat.

## Localizare
Centrul sitului Râul Târnava Mare între Odorheiu Secuiesc și Vânători este situat la coordonatele 46°17′11″N 25°04′15″E / 46.286289°N 25.0709°E. Situl se întinde pe teritoriul administrativ al orașului Cristuru Secuiesc, pe cel municipiului Odorheiu Secuiesc și pe cele ale comunelor Feliceni, Mugeni, Porumbeni și Secuieni din județul Harghita; și pe cel al comunei Vânători din județul Mureș.

## Înființare
Situl Râul Târnava Mare între Odorheiu Secuiesc și Vânători a fost declarat sit de importanță comunitară (ROSCI0383) în septembrie 2011 pentru a proteja 11 specii de animale. Situl a fost protejat și ca arie specială de conservare (ROSAC0383) în mai 2022.

## Biodiversitate
Situată în ecoregiunea continentală, aria protejată nu include niciun habitat protejat.
La baza desemnării sitului se află mai multe specii protejate:
- amfibieni (3): izvoraș-cu-burta-galbenă (Bombina variegata), triton cu creastă (Triturus cristatus), tritonul comun transilvănean (Triturus vulgaris ampelensis)
- mamifere (4): vidră de râu (Lutra lutra), liliac cu urechi mari (Myotis bechsteinii), liliac comun (Myotis myotis), liliacul mic cu potcoavă (Rhinolophus hipposideros)
- nevertebrate (1): scoică-mică-de-râu (Unio crassus)
- pești (3): moioaga (Barbus petenyi), boarță (Rhodeus amarus), câră (Sabanejewia balcanica)